# Andrzej Mikołajczak
Andrzej Mikołajczak, ps. „Mały” (ur. 22 maja 1946 w Poznaniu, zm. 23 października 2022 w Puszczykowie) – polski klawiszowiec, akordeonista, kompozytor i aranżer.

## Kariera muzyczna
Poznański muzyk rozpoczynał swą karierę w latach 60. w czasach popularności big-beatu. Grał na instrumentach klawiszowych w zespołach: Poznańscy Trubadurzy (1964–1965), Grupa MY (1964–1965, 1966), Pahl Quintet (1965), Tarpany (1966-1967), Drumlersi (1968), Nowi Polanie (1968), ABC (1969-1971), Test (1971-1973), Igloo Band, Potop (1981-1985) czy Woytek Skowroński Band (1986-1988). Jego największy przebój to piosenka Napisz proszę wykonywana przez Halinę Frąckowiak z towarzyszeniem Grupy ABC. W późnych latach 70. współpracował z Adą Rusowicz i Wojciechem Kordą w zespole Ada i Korda & Horda, a następnie wyjechał za granicę.
Pod koniec lat 70. (przed wyjazdem z kraju) trafił także do studia nagrań Radia Poznań w którym samodzielnie nagrywał własne kompozycje, korzystając z dostępnych instrumentów elektronicznych. W późniejszych latach prowadził własne studio nagraniowe "A-Mix" w Poznaniu, w którym nagrywali m.in. Ryszard Rynkowski, Wojciech Korda, Krzesimir Dębski, Bohdan Smoleń czy poznański kabaret Afera.
Pracował również z Estradą Poznańską przy realizacji widowisk z cyklu Dziecko potrafi. Razem ze Zbigniewem Górnym skomponował muzykę do bajki dla dzieci pt. W Karzełkowie, do tekstów Kazimierza Łojana i Andrzeja Sobczaka. Jest też jednym z kompozytorów muzyki do dziecięcego przedstawienia kabaretowego pt. Bohdan Smoleń na kolonii czyli 6 dni z życia kolonisty, a także do spektaklu dźwiękowego Tajemnica pewnej kamienicy – również z udziałem Smolenia. 
W latach 2009–2011 ponownie współpracował Wojciechem Kordą w zespole Korda-Nebeski Band, a następnie w grupie Wojciech Korda i Niebiesko-Czarni (2011–2015) z którą wystąpił m.in. podczas jubileuszowych koncertów – Sursum Korda (50-lecie pracy artystycznej piosenkarza). 
Ponadto brał udział w innych spotkaniach muzycznych, m.in. występując w towarzystwie Wojciecha Kordy i zespołu Polanie podczas koncertu z okazji 50-lecia sopockiego Non Stopu, czy biorąc udział we wspomnieniowej imprezie 60 lat poznańskiego rock 'n' rolla (3 czerwca 2019), gdzie wystąpił z grupą My, a także z Violinami.
W latach 2015–2021 współpracował z zespołem Marek Majka & Obłędni, a w latach 2016−2018 z grupą Nocne Taxi.
Pochowany został 2 listopada 2022 roku na cmentarzu Junikowo w Poznaniu (pole: 7; kwatera: 7; rząd: 1; miejsce: 27).

## Dyskografia
Opracowano na podstawie materiału źródłowego.
- ABC Andrzeja Nebeskiego – Grupa ABC Andrzeja Nebeskiego (LP Polskie Nagrania „Muza”, 1970)
- Grupa ABC Andrzeja Nebeskiego – Write a letter (SP Polskie Nagrania „Muza”, 1970)
- Halina Frąckowiak – Idę (LP Polskie Nagrania „Muza”, 1974)
- Wojciech Skowroński – Jak się bawisz (LP Wifon, 1987)
- Test – Test (CD Polskie Nagrania „Muza”; nagrania dodatkowe – reedycja z 1992 roku)
- Nagły Atak Spawacza – Brat Juzef (CD PH Kopalnia, 1996)
- Slums Attack – Slums Attack (CD PH Kopalnia / Fonografika, 1996)
- Wojciech Korda – Na betonie kwiaty nie rosną (Pomaton EMI, 2001)
- Test – Z Archiwum Polskiego Radia: Nagrania radiowe z lat 1971-1975 (CD Polskie Radio, 2008)
- A.J. Kaufmann – Second Hand Man (CD Mimics Cool, 2011)
- Marek Majka & Obłędni – Z żywymi napiję się wódki (CD, 2015)[3]
- Grupa ABC Andrzeja Nebeskiego – Moje ABC (CD Kameleon Records, 2015)
- Grupa ABC Andrzeja Nebeskiego – Razem z nami (CD Kameleon Records, 2015)
- Marek Majka & Obłędni – Spotkanie (CD, 2019)[3]
- Różni wykonawcy – Echo Wielkiej Płyty (rare, unreleased & forgotten electronic music from Poland 1982-1987) (2 LP The Very Polish Cut Outs, 2021): Ring Modulator, Tori, Nocna Eskapada
- Test – Przygoda bez miłości (CD Kameleon Records, 2022)